# Parvillers-le-Quesnoy
Parvillers-le-Quesnoy település Franciaországban, Somme megyében. Lakosainak száma 236 fő (2022. január 1.). Parvillers-le-Quesnoy Andechy, Damery, Bouchoir, La Chavatte, Erches, Fouquescourt, Fresnoy-lès-Roye és Rouvroy-en-Santerre községekkel határos.

## Népesség
A település népességének változása:
| Lakosok száma | 245  | 238  | 237  | 233  | 234  | 231  | 233  | 234  | 236  |
|               | 2013 | 2015 | 2016 | 2017 | 2018 | 2019 | 2020 | 2021 | 2022 |